# Murçós
Murçós ist ein Ort und eine ehemalige Gemeinde (Freguesia) im portugiesischen Kreis Macedo de Cavaleiros. Die Gemeinde hatte 134 Einwohner (Stand 30. Juni 2011).
Am 29. September 2013 wurden die Gemeinden Murçós, Soutelo Mourisco, Espadanedo und Edroso zur neuen Gemeinde União das Freguesias de Espadanedo, Edroso, Murçós e Soutelo Mourisco zusammengeschlossen.